# Cabeza del Buey, Badajoz
Cabeza del Buey este un oraș din Spania, situat în provincia Badajoz din comunitatea autonomă Extremadura. Are o populație de 5.559 de locuitori.